# Вибори до Дніпропетровської обласної ради 2015
Вибори до Дніпропетровської обласної ради 2015 — вибори депутатів Дніпропетровської обласної ради, які відбулися 25 жовтня 2015 року в рамках проведення місцевих виборів у всій країні.
Вибори відбулися за пропорційною системою, в якій кандидати закріплені за 120 виборчими округами. Для проходження до ради партія повинна була набрати не менше 5% голосів.

## Кандидати
Номери партій у бюлетені подані за результатами жеребкування:
| Номер у бюлетені | Назва                                 | Кількість кандидатів | Перший номер                    |
| ---------------- | ------------------------------------- | -------------------- | ------------------------------- |
| 1                | «Соціалісти»                          | 67                   | Ступак Іван Іванович            |
| 2                | ВО «Свобода»                          | 108                  | Замковий Олександр Іванович     |
| 3                | «Опозиційний блок»                    | 119                  | Вілкул Олександр Юрійович       |
| 4                | «Блок Петра Порошенка „Солідарність“» | 121                  | Пригунов Гліб Олександрович     |
| 5                | УКРОП                                 | 120                  | Філатов Борис Альбертович       |
| 6                | «Наш край»                            | 71                   | Бичков Сергій Анатолійович      |
| 7                | «Відродження»                         | 120                  | Куцін Володимир Семенович       |
| 8                | «Громадський рух „Народний контроль“» | 45                   | Васильченко Олена Володимирівна |
| 9                | «Об'єднання „Самопоміч“»              | 52                   | Саганович Дмитро Васильович     |
| 10               | «Громадська сила»                     | 37                   | Швець Микола Антонович          |
| 11               | ВО «Відродження України»              | 121                  | Куцин Володимир Леонідович      |
| 12               | ВО «Батьківщина»                      | 120                  | Куюмчян Мгер Санасарович        |
| 13               | Радикальна партія Олега Ляшка         | 107                  | Скворцов Віталій Олександрович  |

## Результати
| Місце | Партія                                | % голосів | Кількість голосів | Зміна % 2015 до 2010 | Усього місць |
| ----- | ------------------------------------- | --------- | ----------------- | -------------------- | ------------ |
| 1     | «Опозиційний блок»                    | 33,82%    | 359 004           | ▼ -6,71%             | 46           |
| 2     | УКРОП                                 | 18,31%    | 194 347           | —                    | 25           |
| 3     | «Блок Петра Порошенка „Солідарність“» | 10,27%    | 108 996           | ▲ +9,42%             | 14           |
| 4     | «Відродження»                         | 7,82%     | 83 021            | —                    | 10           |
| 5     | ВО «Батьківщина»                      | 6,64%     | 70 499            | ▼ -2,91%             | 9            |
| 6     | Радикальна партія Олега Ляшка         | 6,06%     | 64 322            | —                    | 8            |
| 7     | «Об'єднання „Самопоміч“»              | 5,69%     | 60 436            | —                    | 8            |
| 8     | «Громадська сила»                     | 3,11%     | 33 022            | ▲ +2,10%             | —            |
| 9     | ВО «Свобода»                          | 2,68%     | 28 404            | ▲ +1,61%             | —            |
| 10    | «Наш край»                            | 1,72%     | 18 294            | —                    | —            |
| 11    | «Громадський рух „Народний контроль“» | 1,59%     | 16 852            | —                    | —            |
| 12    | «Соціалісти»                          | 1,34%     | 14 181            | ▲ +0,91%             | —            |
| 13    | ВО «Відродження України»              | 0,94%     | 10 008            | —                    | —            |
|       | Усього голосів за партії              | 100%      | 1 061 386         |                      | 120          |